# 葛勒可汗
葛勒可汗（かつろくかがん、拼音：Gĕlè Kĕhàn、713年? - 759年）は、回鶻可汗国の第2代可汗。懐仁可汗の子。氏族は薬羅葛（ヤグラカル）氏、名は磨延啜（モユン・チョル）。初めは葛勒可汗と称したが、唐に入朝した際に英武威遠毘伽可汗（えいぶいえんビルゲ・カガン）の称号を授かった。

## 生涯
懐仁可汗（骨力裴羅）の子として生まれる。
父の懐仁可汗が死去すると、太子の磨延啜（モユン・チョル）が立って葛勒可汗と号す。
天宝14載（755年）11月、中国において節度使の安禄山が唐朝に対して反旗を翻し（安史の乱の始まり）、瞬く間に首都圏を制圧した。これにより玄宗は蜀の地へ逃れ、翌年（756年）に帝位を太子の李亨（粛宗）に譲り、自らは太上皇となった。
至徳元載（756年）7月、粛宗は霊武で即位すると、李承寀を敦煌王に封じ、将軍の石定番を回紇可汗国に使わして修好を結ばせるとともに、対安禄山の徴兵をさせた。この時、葛勒可汗は娘を李承寀に娶らせるとともに、首領を遣わして和親を請うため、迴紇公主を封じて毘伽（ビルゲ）公主とした。粛宗は彭原に在って、これを甚だ厚遇した。
至徳2載（757年）2月、葛勒可汗はまた首領および多覧葛の将軍ら15人に入朝させた。9月、粛宗は李承寀に開府儀同三司を加え、宗正卿に拝し、迴紇公主を納めて妃とさせた。葛勒可汗は長男の葉護（ヤブグ）を遣わして帝徳らの兵馬4千余衆を統領させ、唐の助国討逆を命じた。粛宗が元帥の広平王李俶（後の代宗）に命じて葉護と会見させると、2人は兄弟の契りを結び、葉護は広平王を兄と呼んだ。こうして両国の間で同盟が成立すると、回紇からは葉護と僕固懐恩が回紇軍を指揮して安禄山討伐にあたった。唐・回紇連合軍は11月までに首都の西京（長安）、副都の東京（洛陽）を奪還することに成功する。
乾元元年（758年）5月、葛勒可汗は多亥阿波（アパ：官名）80人に、黒衣大食（アラブ）酋長の閣之ら6人と朝見させたが、閤門争いになったので、通事舎人は両者を分けて東西の門より入れた。7月、粛宗は詔でまだ幼い娘を寧国公主に封じて回紇に降嫁させることにし、漢中郡王李瑀と左司郎中の李巽に命じて葛勒可汗を英武威遠毘伽可汗に冊立するとともに、寧国公主を葛勒可汗に嫁がせた。翌日、葛勒可汗は寧国公主を可敦（カトゥン：皇后）とした。8月、葛勒可汗は王子の骨啜特勤（クチョル・テギン）及び宰相の帝徳ら驍将3千人に助国討逆を命じた。粛宗はそのことに喜んで宴を催し、朔方行営使の僕固懐恩に命じてこれを統括させた。9月、葛勒可汗は大首領の蓋将らに公主の婚儀について御礼を述べさせ、加えて堅昆（キルギス）5万人を破ったことを報告した。粛宗は紫宸殿で宴を催し、それぞれに引き出物を与えた。12月、葛勒可汗は3人の婦人を使者として唐へ派遣し、寧国公主の婚儀について御礼を言上した。
乾元2年（759年）、回紇の骨啜特勤らは衆を率いて郭子儀に従って九節度とともに、史思明軍と相州城下で戦うが戦果が挙げられなかった。3月、骨啜特勤及び宰相の帝徳ら15人が相州から西京（長安）に奔走したが、粛宗は彼らのために紫宸殿で宴会を開き、それぞれ引き出物を与えた。その月の庚寅の日、骨啜特勤が行営へ還ることを辞したため、粛宗は紫宸殿で宴を催し、引き出物を与えた。4月、葛勒可汗が死去し、長男の葉護は先に殺されていたため、次男の移地健が立って牟羽可汗となり、その妻である僕固懐恩の娘が可敦となった。

## 妻子
可敦（カトゥン、Qatun：皇后）
- 寧国公主…粛宗の娘

子
- 葉護太子…長男
- 牟羽可汗（移地健）…次男
- 骨啜特勤

娘
- 毘伽公主…敦煌王李承寀の妻

## 葛勒可汗（英武威遠毘伽可汗）の碑文と遺跡
葛勒可汗はいくつかの碑文を建てたが、現在までにそのうちの3つが発見されている。
- 『テス碑文』
- 『タリアト碑文』
- 『シネ・ウス碑文』

これらはいずれも発見地の名をとって名付けられている。この中での葛勒可汗は「テングリデ・ボルミシュ・イル・イトミシュ・ビルゲ・カガン（Täŋridä bolmiš il itmiš bilgä qaγan）」すなわち“天より授かりし国を建てたる賢明なるカガン”と書かれている。
また、葛勒可汗はその在位中にソグド人と中国人のためにバイ・バリク（富貴城）と呼ばれる都城を築いており、現在はモンゴル国ボルガン県ホタグ・ウンドゥルの郊外、セレンゲ川から北へ2キロの地点にある。葛勒可汗はこのほかにもオルホン川流域の平原に宮殿を建設したとされる。

## 参考資料
- 『旧唐書』（列伝第一百四十五 迴紇）
- 『新唐書』（列伝第一百四十二上 回鶻上）
- 小松久男『中央ユーラシア史』（山川出版社、2005年、ISBN 463441340X）